# Arcangela Paladini
Arcangela Paladini est une artiste italienne née à Pise en 1599 et morte à Florence en 1622. Bien qu'elle ne vécut que 23 ans, son œuvre de peintre, de chanteuse et de poétesse fut très apprécié à son époque. Fille du peintre Filippo Paladini, elle eut pour maîtres Alessandro Allori et Jacopo Ligozzi.

## Biographie
Arcangela Paladini est la fille du peintre florentin Filippo Paladini (1544-1616), et une élève d'Alessandro Allori (1535-1607). Elle est déjà une artiste accomplie à l'âge de 15 ans. Après avoir quitté Pise pour Florence en 1615, elle  commence à travailler sous la direction du  peintre maniériste Jacopo Ligozzi.
Arcangela Paladini est compétente dans de nombreux domaines artistiques, tels que le chant, l'écriture de poèmes, la peinture et la broderie, et ce dès l'âge de 15 ans. Bien qu'une seule de ses œuvres ait été identifiée, il existe des descriptions de ses portraits du Grand Duc Cosme II dans les inventaires des Médicis, ainsi que des preuves de la diffusion de ses œuvres. Les descriptions décrivent à la fois des portraits à la plume et des portraits brodés de Cosme II . En 1621, elle est chargée de réaliser son autoportrait qui devait être exposé dans le couloir de Vasari.
Arcangela Paladini vécut d'abord au monastère de Sainte-Agathe, soutenue par la Grande-Duchesse Marie-Madeleine de Médicis, qui devint par la suite sa principale bienfaitrice. À l'âge de 17 ans, à la suggestion de la Grande-Duchesse, elle épouse le fabricant de tapisseries Jan Broomans, né à Anvers. La Grande-Duchesse a également invité Arcangela Paladini à la cour et l'a présentée à son mari, le Grand-Duc Cosme II. En 1621, Paladini a peint un autoportrait pour Marie Madeleine, qui a exposé le tableau dans sa propre chambre puis ajouté à la collection exposée dans le Corridor de Vasari et a été restauré en 1967. C'est le seul tableau attribué avec certitude, bien qu'il existe des inventaires d'autres œuvres.

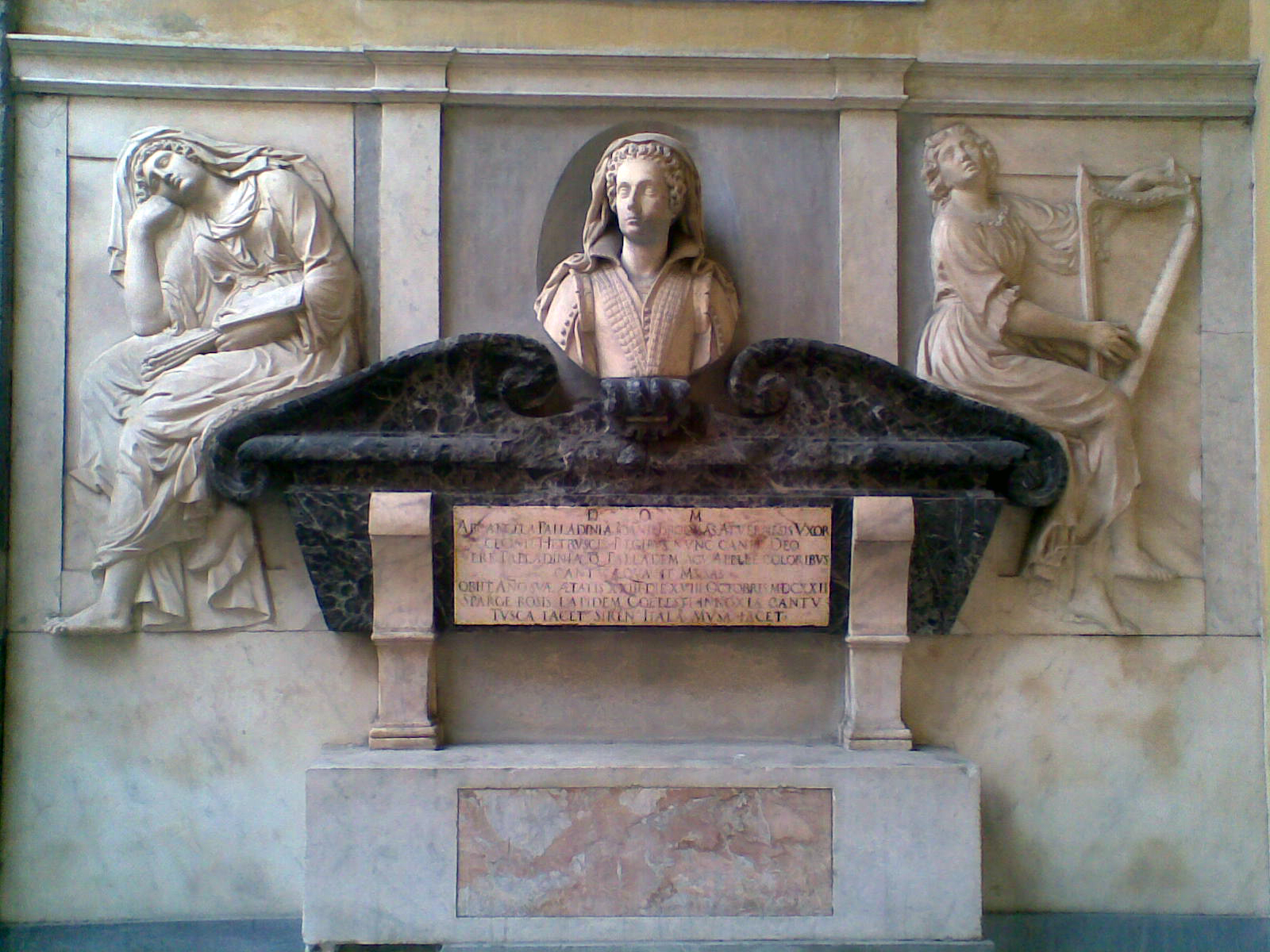
Monument funéraire d'Arcangela Paladini, Loggia de l'église de Santa Felicita (Florence), 1623.

Arcangela Paladini mourut à Florence en 1622 à l'âge de 23 ans, six ans après son mariage et fut enterré dans l'église Santa Felicità où la Grande-Duchesse commanda un monument funéraire, sculpté par Agostino Bugiardini (it) et Antonio Novelli (it), l'épitaphe compare Paladini à la déesse Athéna et au peintre Apelles .
Arcangela Paladini a laissé une fille en bas âge qui le 21 septembre 1623, moins d'un an plus tard, à la veille du second mariage de son père, est confiée aux soins des religieuses de Sainte  Agathe. Ayant atteint l'âge adulte, elle prononce ses vœux dans le monastère de San Girolamo alla Costa.